# 理慧銀行
理慧銀行（英語：Livi Bank Limited）是香港一間獲香港金融管理局發牌的虛擬銀行（又稱數字銀行），於2019年成立，2020年8月正式投入服務。由中銀香港、京東數科及怡和集團共同持股，致力以科技手段推動普及銀行服務。

## 背景
理慧銀行（livi bank）於2019年3月獲香港金融管理局（HKMA）發出首輪虛擬銀行牌照，是香港最早獲批的八家虛擬銀行之一。其名稱「livi」寓意為「live vivaciously」，強調用戶應擁有靈活自在的財務生活方式。
理慧銀行由三大股東組成，分別為：
- 中銀香港持股44%；
- 京東科技旗下子公司持股36%，代表其在中國內地的科技與數據能力；
- 怡和集團持股20%，為英資跨國財團，旗下擁有豐富零售與地產資源。

理慧銀行將自身定位為以科技驅動、用戶為中心的新型銀行，致力提供低成本、便利化、無需親身辦理的全面銀行服務。
理慧銀行於2020年8月正式投入服務，是當時第三間營運的虛擬銀行。它強調「數碼原生」的客戶體驗，從開戶、轉賬、付款到貸款申請，全部操作皆可透過手機應用完成，不設實體分行。銀行亦強調其客戶資金受香港存款保障計劃保護，並受香港金融管理局監管。
作為中資與國際資本合作的產物，理慧銀行同時吸收中國內地的金融科技經驗（如京東數科的智能風控）與香港本地嚴格的合規制度，成為虛擬銀行業中少見的「混合型模式」。其策略亦配合香港發展金融科技和推動數碼普及金融政策，有助擴大對年輕人、小微企業和未被傳統銀行充分服務群體的覆蓋。

## 業務與產品
理慧銀行（livi bank）主打全數碼化的銀行體驗，產品以「簡便、透明、高彈性」為設計理念，主要業務包括以下幾個範疇：

### 儲蓄與帳戶服務
理慧銀行提供基本港元儲蓄帳戶，無最低結餘要求，並以簡易身份認證流程（包括eKYC）進行開戶，整體流程可於5分鐘內完成。其高息儲蓄產品「liviSave」提供比傳統銀行更具吸引力的活期利率，吸引年輕客戶與首次理財族群。

### 消費支付服務
用戶可透過livi App申請虛擬或實體卡（livi Debit Mastercard），支援本地與海外交易，包括Apple Pay與Google Pay。銀行亦與本地零售商合作推動「livi PayLater」先買後付功能，試圖搶佔支付金融科技市場。

### 貸款與信貸產品
理慧銀行推出多種短期及中期個人貸款服務，包括：
- 「livi Flexi Loan」：無需擔保人，最高可批港幣30萬元；

- 「隨身貸」信用額度產品：實時批核、自動入帳，適合突發性資金需求；

- 「分期付款計劃」：支援選購大額商品後分期還款。

所有貸款產品均以手機App操作，提供實時利率試算與透明還款期說明。

### 儲值卡與回贈計劃
理慧銀行推出「livi Rewards」獎賞計劃，包括以下幾項功能：
- 每筆簽帳即時回贈最高8%（視乎推廣時段）；

- 與本地品牌合作的現金券折扣；

- 達成理財任務可獲得「Earmore」電子儲蓄利息加成。

- 這些回贈機制提升了其用戶黏性與日常使用頻率。

### 科技與安全機制
作為純網上銀行，理慧銀行特別強調用戶資料安全與交易風險控制，採用多重加密技術、雙重驗證與人臉辨識等手段，並持續利用京東科技背景進行風險模型優化。
理慧銀行為香港存款保障計劃成員之一，合資格存款可獲最高港幣80萬元保障。

## 爭議事件

### 用戶開戶受阻與App技術問題（2020–2021）
理慧銀行於2020年開業初期因手機應用程式設計不穩，導致部分用戶在開戶驗證流程中多次失敗，甚至出現人臉辨識無法啟用、自拍驗證閃退等情況。這一問題在社交平台與討論區引起不滿，多位用戶反映其身分證件重複提交仍未成功開戶。理慧銀行其後於多次App版本更新中修正問題，並在其官方 Facebook 發布公告致歉與說明。

### 回贈優惠變更通知不足（2021）
2021年中，理慧銀行曾推出消費滿指定金額即享8%現金回贈的限時優惠。然而，在活動臨近結束前數天即突然修改條款，將回贈上限由HK$500調低至HK$300，並未向全部用戶主動發送通知。該舉措引發部分客戶質疑其誠信與資訊透明度，要求理慧銀行釐清回贈機制與修正公告日期，最終銀行承認溝通不足並補發差額予受影響者。

### 個人資料安全疑慮（2022）
2022年，有IT安全博客披露理慧銀行的舊版App於使用人臉辨識開戶流程時，可能在特定Android設備下存在緩存圖像未及時清除的漏洞。雖然並未造成大規模資料外洩，但事件仍引發用戶對純數碼銀行資訊保護機制的關注。理慧銀行隨後在公開聲明中表示問題已在兩週內修復，並進行內部安全審計強化措施。

### 假冒網站與網上銀行登入頁（2023年）
2023年9月，香港金融管理局及政府資訊服務署聯合發表警告，指出有人製作假冒 Livi Bank 網站與假網上銀行登入畫面，企圖詐騙用戶帳戶資料。

### 假帳號與釣魚攻擊
2024年8月，香港金管局警告理慧銀行出現冒名社交帳號與釣魚網站，提醒用戶勿透過非官方管道登入或提供個人資料。

## 圖片

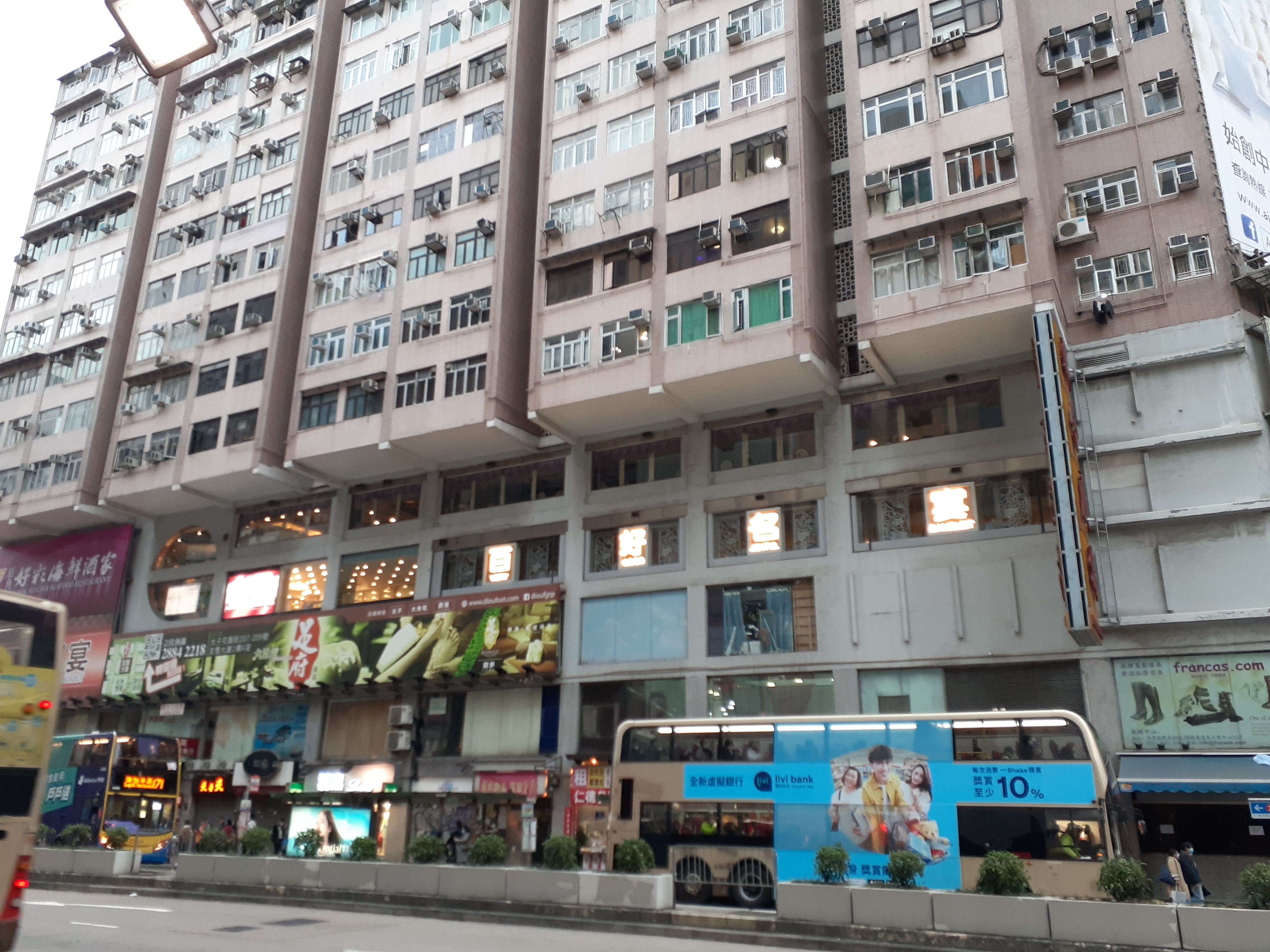
太子彌敦道沿線巴士上的理慧銀行廣告（2020年）
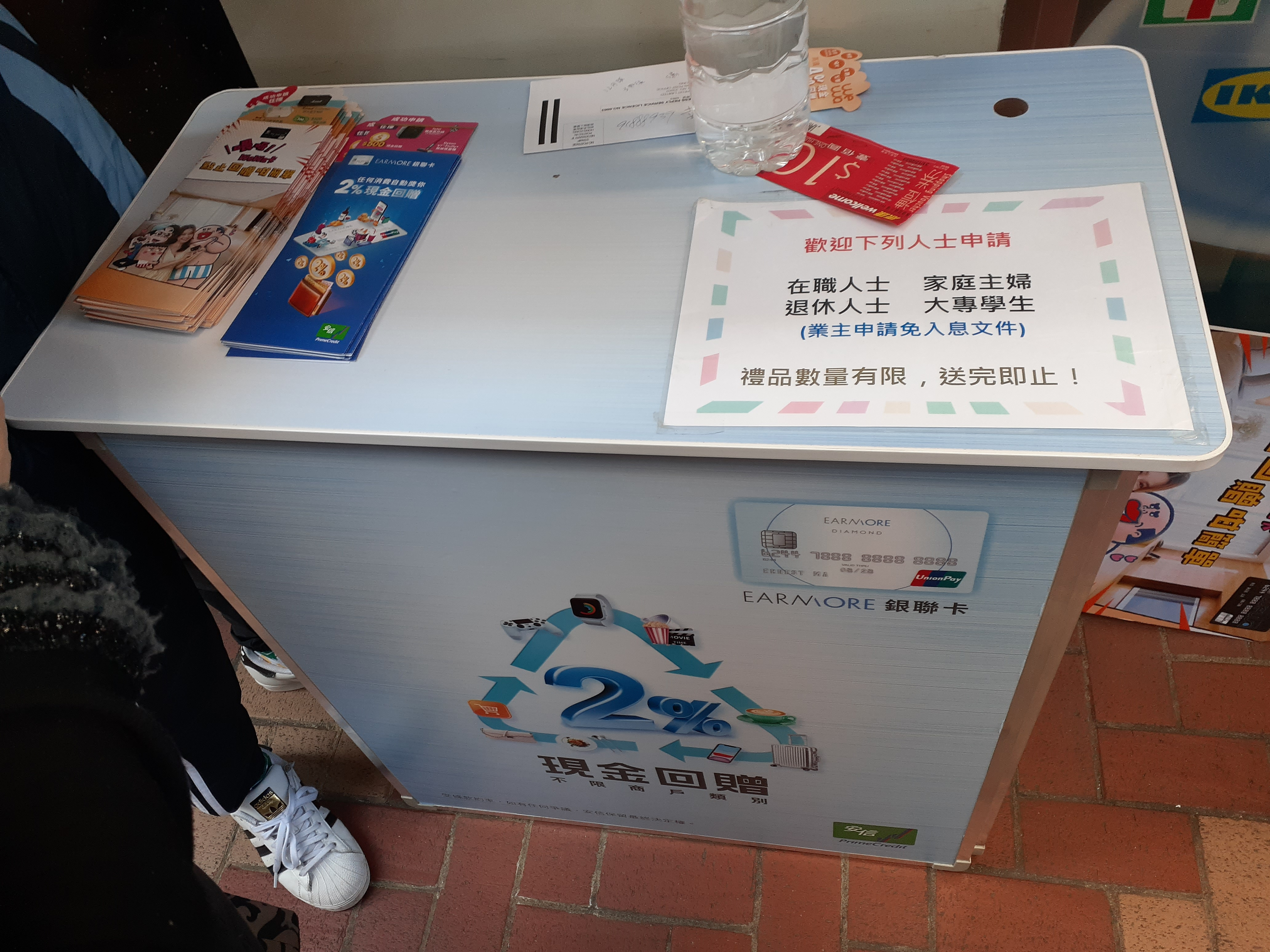
2021年11月銅鑼灣記利佐治街理慧銀行戶外推廣攤位

## 外部連結
- 理慧銀行官方網站